# Tramway de Botoșani
Le tramway de Botoșani était le réseau de tramway desservant la ville roumaine de Botoșani. Ouvert le 16 septembre 1991, il a été définitivement fermé le 1er août 2020.